# Thomas Wyatt le Jeune
 (août 2013).
Si vous disposez d'ouvrages ou d'articles de référence ou si vous connaissez des sites web de qualité traitant du thème abordé ici, merci de compléter l'article en donnant les références utiles à sa vérifiabilité et en les liant à la section « Notes et références ».
Sir Thomas Wyatt, dit le Jeune (en anglais Thomas Wyatt the Younger) (1521 - 11 avril 1554), est un homme d'armes anglais connu pour avoir conduit la « révolte de Wyatt », une insurrection provoquée par le mariage de la reine d'Angleterre Marie Ire et de Philippe II d'Espagne. La rébellion avait pour but de faire accéder Élisabeth Ire d'Angleterre sur le trône d'Angleterre.

## Biographie

### Jeunes années
- Si vous ne connaissez pas le sujet, laissez ce bandeau (vous pouvez alors contacter les auteurs).
- Si vous supprimez le contenu mis en cause (vous pouvez préalablement contacter les auteurs),

argumentez précisément cette suppression dans la page de discussion
(un manque de référence n'est pas un argument ; une recherche réelle de référence doit avoir été effectuée, être formellement documentée).
Thomas Wyatt nait à Allington Castle. Il est le fils de Sir Thomas Wyatt et d’Elizabeth Brooke, fille du huitième Baron Cobham. Son père est un célèbre poète, courtisan et ambassadeur, connu également pour avoir été amoureux de la seconde épouse d’Henri VIII, Anne Boleyn, avant que le roi ne la remarque.
Ainé de quatre garçons, Thomas Wyatt le Jeune est élevé dans la foi catholique romaine. Son parrain Thomas Howard, 3e duc de Norfolk, eut une grande influence sur son éducation.  Tout au long de son enfance, il accompagne son père dans une délégation royale en Espagne  où l'inquisition débute.
À quinze ans, il est présenté à la Cour du roi. La même année, à la suite d’une querelle avec Charles Brandon, premier Duc de Suffolk, son père est emprisonné sous l’accusation mensongère d’adultère avec la reine Anne. Boleyn.  La reine fut décapitée, mais  le père de Thomas Wyatt l fut libéré puis à nouveau emprisonné en 1541. Il ne fut relâché que grâce à l’intervention de la reine Catherine Howard.  
Il se marie à 16 ans avec Jane Haute fille et cohéritière de Sir William Hawte of Bishopsbourne, de qui il a plusieurs enfants. 
Il a probablement eu aussi un fils illégitime d'Elizabeth Darrel, une des filles de Sir Edward Darrel, qui a été la maîtresse de son père.
À la mort de son père, en 1542, il hérite d'Allington Castle et de l’abbaye de Boxley.
Il devient un proche compagnon du comte de Surrey, le fils du duc de Norfolk, et en 1543, ils sont arrêtés pour avoir cassé des fenêtres à Londres alors qu’ils étaient tous deux éméchés. Il est jugé par le Conseil Privé et emprisonné à la tour de Londres.
L’Angleterre est alors en guerre avec la France, au côté de l’Empereur Charles Quint. À sa libération, Wyatt rejoint les troupes anglaises qui combattent pour Charles dans les Flandres, gagnant ainsi une précieuse expérience militaire. En 1543, il prend part au siège de Landrecies, et les années suivantes il participe au siège de Boulogne. Il est récompensé de ses services, et fait chevalier en 1547. Il demeure à l’étranger jusqu’en 1550.

### La rébellion de Wyatt
De retour à Alligton, il vit tranquillement jusqu’à la mort d’Édouard VI en 1553, où il participe à la tentative avortée du duc de Northumberland de mettre Lady Jane Grey sur le trône à la place de Marie Ire.
Wyatt échappa au châtiment de la reine Marie. Il ne prit plus part à la vie politique jusqu’aux fiançailles de Marie à Philippe d’Espagne. En 1554, il rejoint un complot destiné à empêcher le mariage. Un mouvement global est préparé, mais les autres conspirateurs sont timides et malhabiles. Le soulèvement ne fut vraiment sérieux que dans le Kent, et Wyatt devient le rebelle historique que nous connaissons presque par accident.
Wyatt proclame sa rébellion le 26 janvier à Rochester. La plupart des gens du pays répondent. Les troupes royales envoyées contre lui désertent ou le rejoignent, notamment les milices londoniennes qui étaient sous le commandement de son parrain, le duc de Norfolk.
Fort de 4 000 hommes, Wyatt marche sur Londres, mais il est pris à revers à London Bridge, et Ludgate. Ses soldats désertent et il se rend.
Il est jugé le 15 mars, et ne peut se défendre. L’exécution est pour un temps retardée, sans aucun doute dans l’espoir que, pour sauver sa vie, il aille jusqu'à penser compromettre Élisabeth, la sœur de la reine. Mais il n’en dit pas assez pour la rendre passible d’un procès pour trahison. Elle réussit à traverser le scandale intacte, bien qu’elle soit ensuite espionnée et placée sous résidence surveillée pendant le reste du règne de sa sœur.
Thomas Wyatt, quant à lui, est exécuté à la Tour de Londres le 11 avril selon le supplice appliqué aux justiciables coupables de haute trahison : Hanged, drawn and quartered. Sur l’échafaud, il dédouane clairement la princesse de toute complicité dans le soulèvement.

## Famille
Ses biens sont en partie restitués à son fils Georges. 
Le fils de Georges, Sir Francis Wyatt (en), est gouverneur de Virginie de 1621 à 1626 puis de 1635 à 1642.